# Recorregut lliure mitjà
Camí lliure mitjà, conegut com a recorregut lliure mitjà, (1 /u) o longitud de relaxació, és donat per la inversa del coeficient d'atenuació lineal o i és la distància mitjana en la qual viatja una partícula en un mitjà atenuant, abans que aquesta interaccioni.
En mecànica estadística i teoria cinètica dels gasos, es defineix com camí lliure mitjà la distància o espai entre dues col·lisions successives de les molècules d'un gas.
Recordem que en un gas, les seves molècules estan en constant moviment xocant les unes amb les altres. La temperatura d'aquest és funció de l'energia cinètica d'aquestes.

## Càlcul del camí lliure mitjà
El camí lliure mitjà es calcula multiplicant la velocitat mitjana de les molècules del gas pel temps entre col·lisions:
{\displaystyle l=vt\,}
sent v la velocitat mitjana de les molècules que serà proporcional a l'arrel quadrada de la temperatura i inversament proporcional a l'arrel de la massa de la molècula i t el temps mitjà entre col·lisions el qual depèn fonamentalment de la densitat del gas.
Es pot estimar mitjançant l'expressió:
{\displaystyle l=1/(n.\sigma )\,}
On n és el nombre de molècules per unitat de volum i sigma és la secció eficaç de dispersió.
En l'aire, a temperatura ambient i pressió normal, és l'ordre de 3/10000 cm